# Більчанська волость (Охтирський повіт)
Більчанська волость — адміністративно-територіальна одиниця Охтирського повіту Харківської губернії.

Найбільше поселення волості станом на 1914 рік:
- село Білка — 5189 мешканців;

Старшиною волості був Жабка Феодосій Васильович, волосним писарем — П'яткин Максим Дмитрович, головою волосного суду — Толочко Трохим Лукич.